# Amaurobius milloti
Amaurobius milloti là một loài nhện trong họ Amaurobiidae.
Loài này thuộc chi Amaurobius. Amaurobius milloti được miêu tả năm 1973 bởi Hubert.